# Lágrimas de Sangre
Lágrimas de Sangre (LDS) és una banda de rap combatiu formada al Masnou i Barcelona al 2006. Actualment, el grup està format per Neidos, Still ill, Microbio, Acid Lemon (productor i arreglista) i Ricky Hammond.

## Discografia[3]
- 2007: Coincidencia
- 2008: Dos punto cero
- 2011: La Real Música Explicita
- 2012: 15-LDS
- 2013: Derechos y Derechas
- 2013: En la herida
- 2014: Mogudes i Deliris
- 2015: Si uno no se rinde
- 2016: Viridarquía
- 2019: Vértigo
- 2022: Armónico Desorden